# Рачовци
Рачовци (болг. Рачовци) — заброшенное село в Болгарии. Находится в Габровской области, входит в общину Трявна. Население составляет 0 человек.

## Политическая ситуация
Рачовци подчиняется непосредственно общине и не имеет своего кмета.
Кмет (мэр) общины Трявна — Драгомир Иванов Николов (независимый) по результатам выборов в правление общины.